# Чечельник (село)

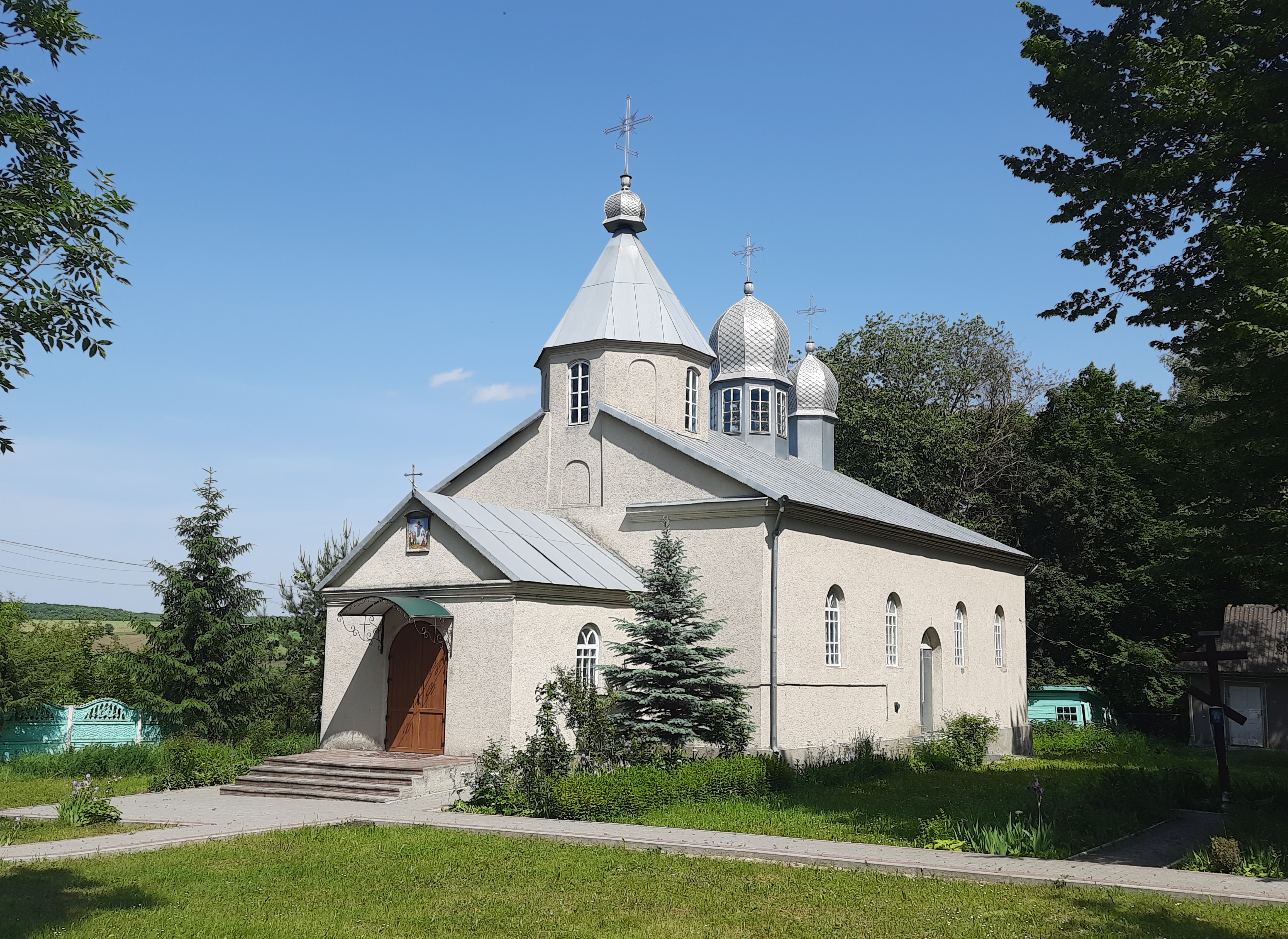
Вознесенська церква

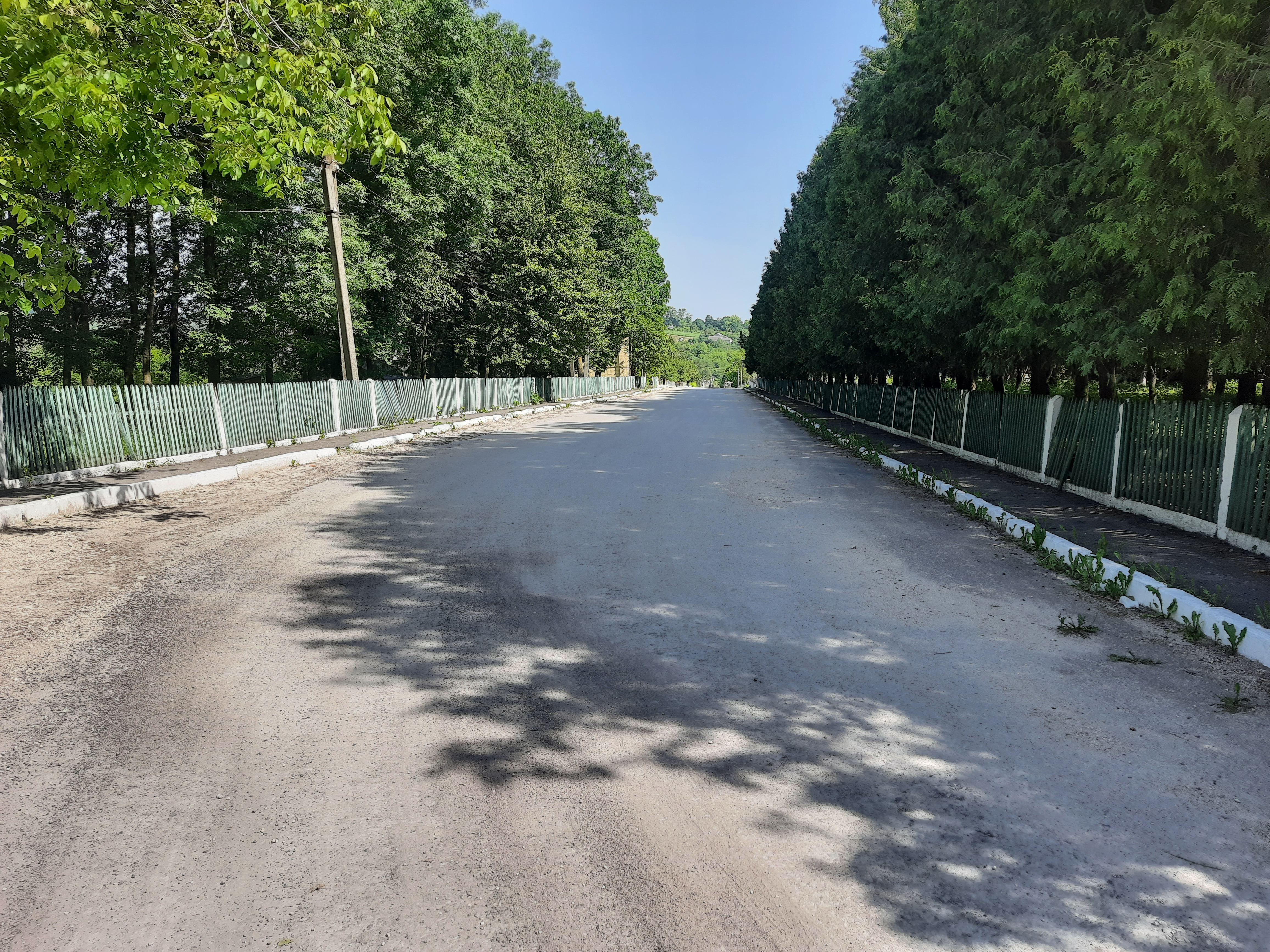
Центральна вулиця

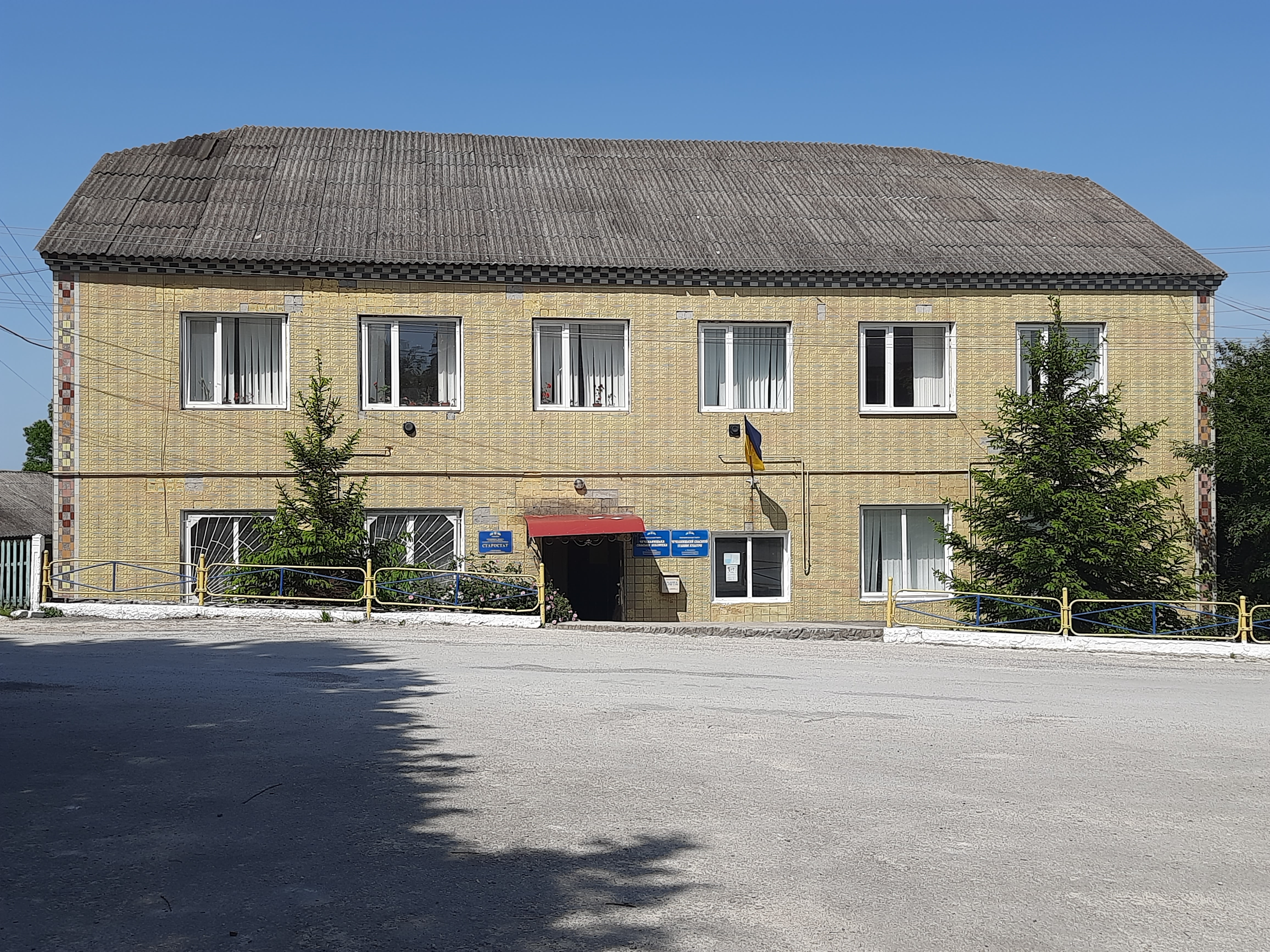
Будинок культури, старостат

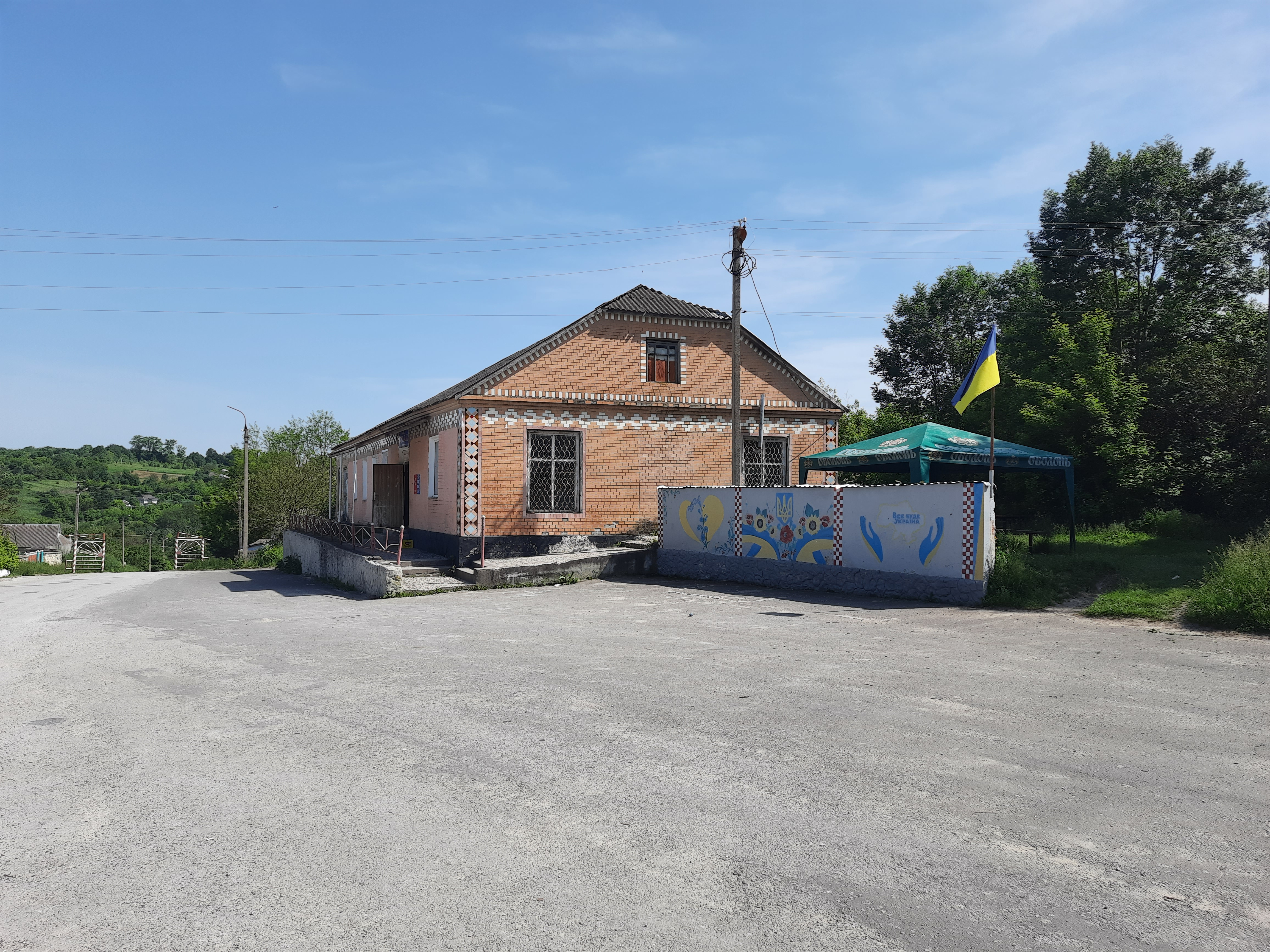
Крамниця

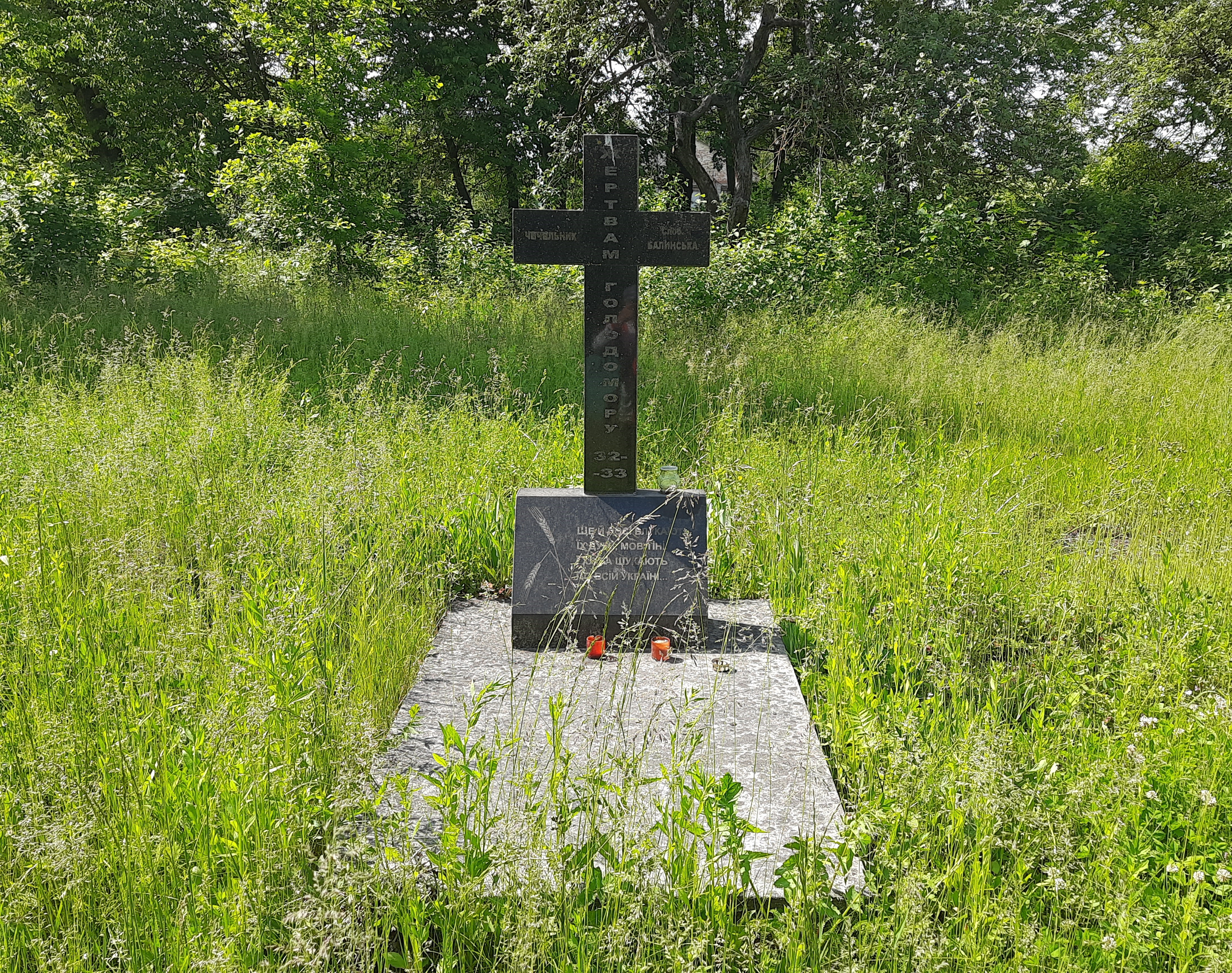
Пам'ятник жертвам голодомору.

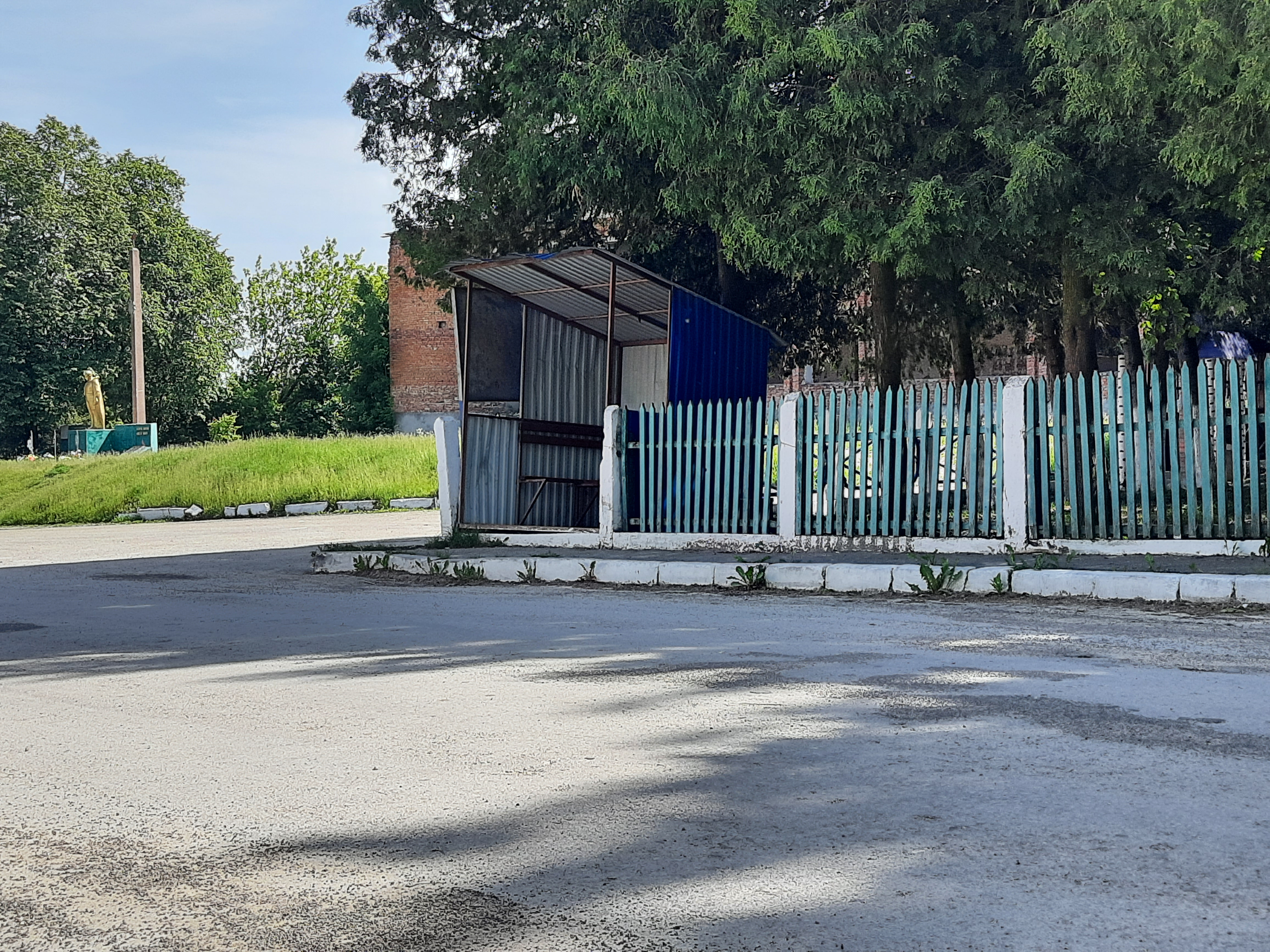
Автобусна зупинка

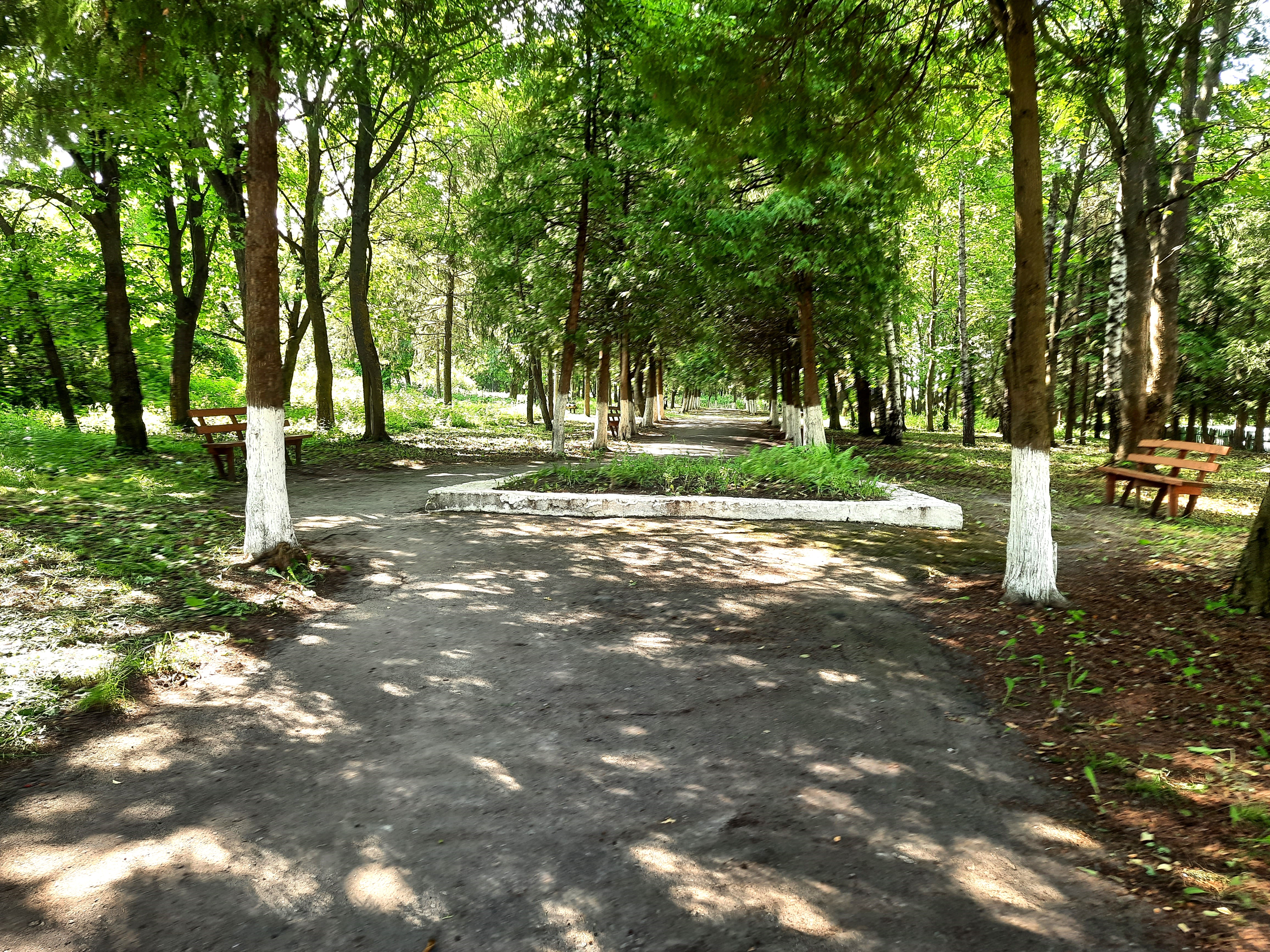
Парк

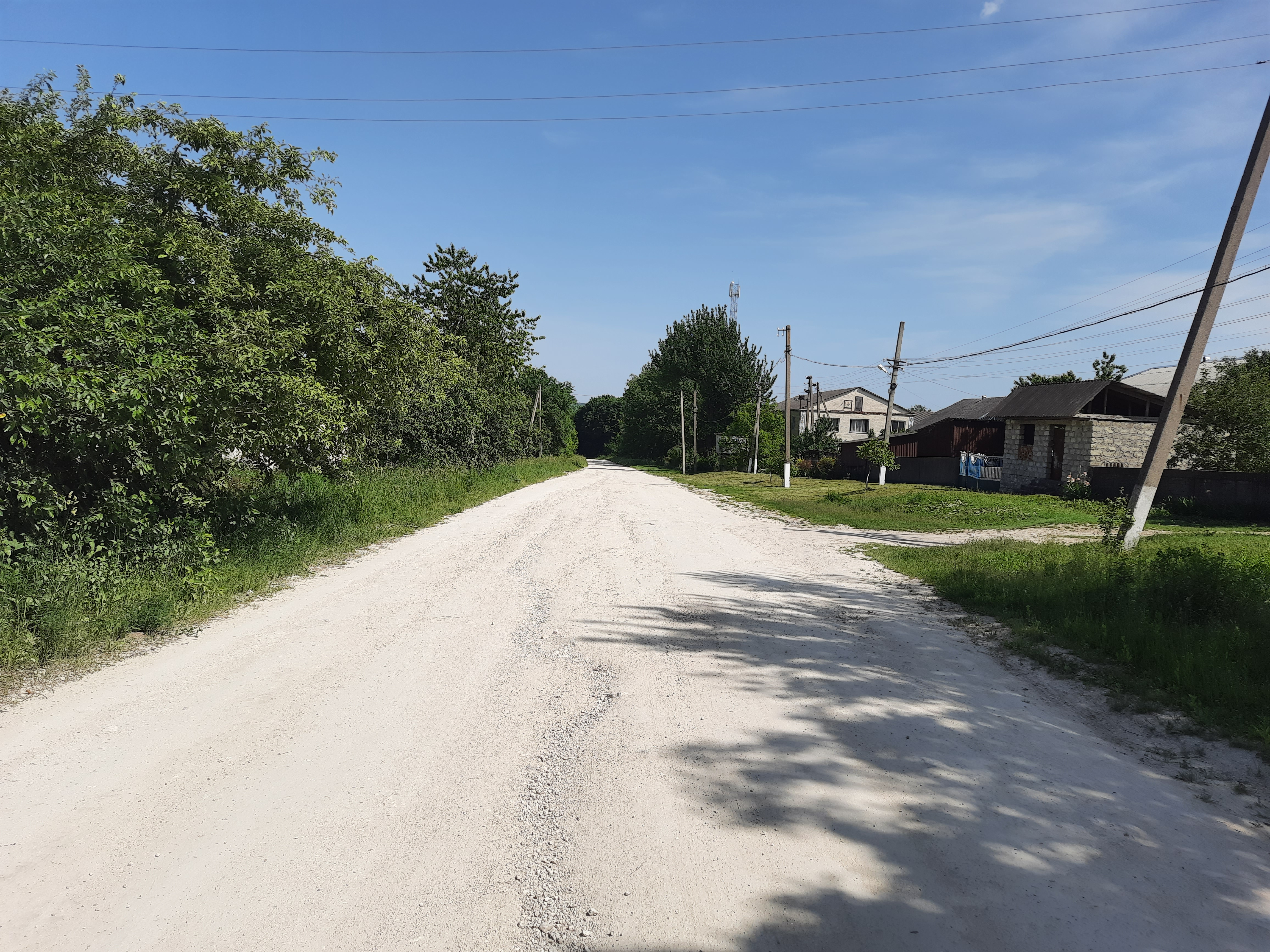
Сільська вулиця

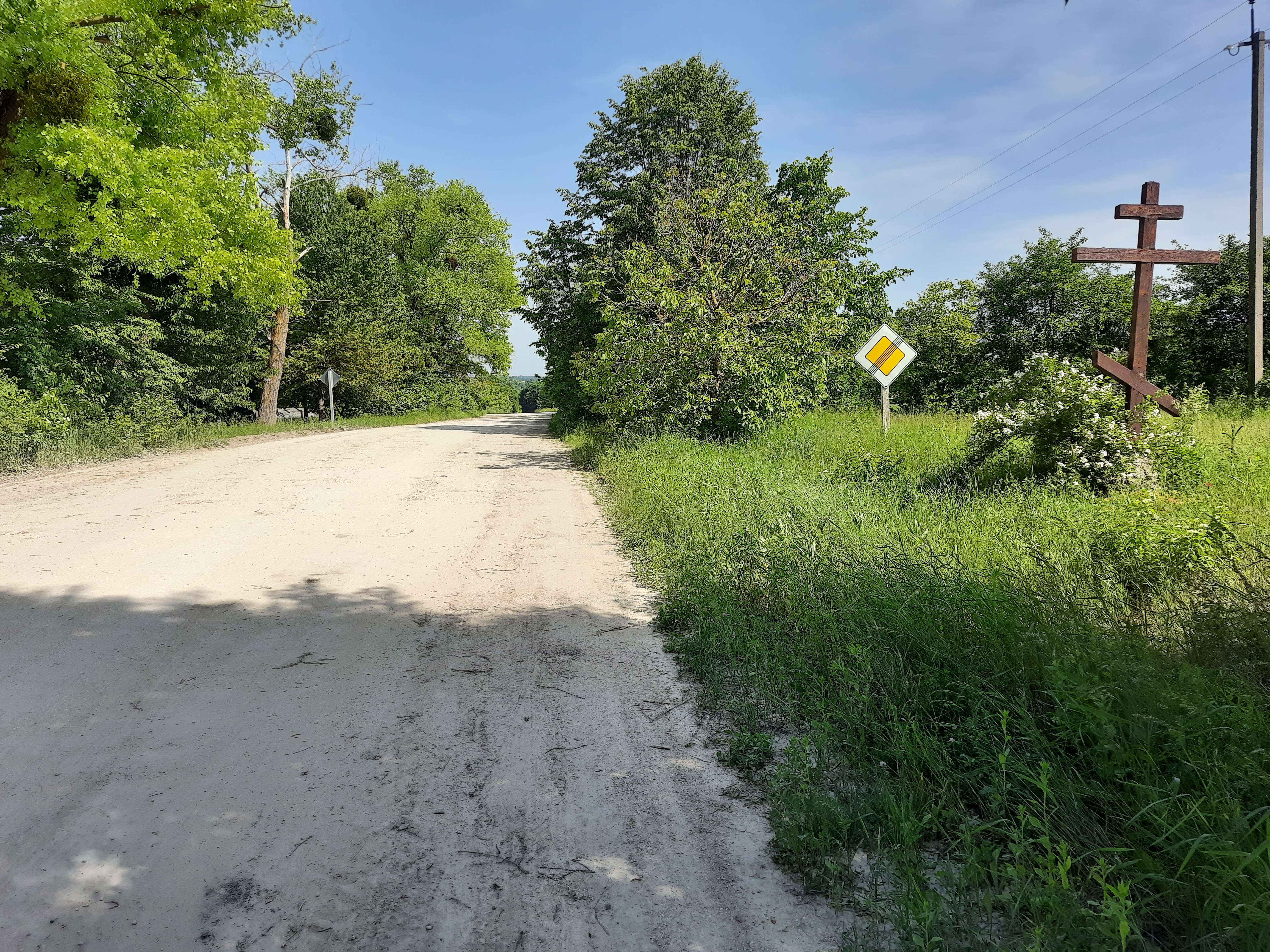
Околиця села

Чече́льник — село в Україні, в Маківській сільській територіальній громаді, Кам'янець-Подільського району, Хмельницької області.

## Назва
Первісна назва села «Зелені Луки» (пол. «Zieloni Laki») про це повідомляє подільський краєзнавець Віктор Гульдман. За однією з версій після епідемія чуми в «Зелених Луках» та вимирання його мешканців, село почали заселяти вихідці зі іншого Чечельника Вінницької області, що цікаво який також межує зі селом Вербка. Та з часом нові мешканці змінили первісну назву «Зелені Луки» на «Чечельник». Причина переселення у XVIII столітті на Вінниччині відбулось народне повстання під проводом Семена Палія. Після придушення повстання у 1704 році легендарного месника було страчено, а його сподвижників вислано на поселення. Шість сімей із містечка Чечельник на Вінниччині прийшли на Маківський горб від якого і починались «Зелені Луки». Тут поставили пришельці свої перші хати з довгими і високими стріхами, з широкими призьбами. А новоселів мешканці навколишніх сіл прозвали Паліями. Недарма у селі найпоширенішими прізвища: Палій, Палійчуки.
За ще однією версією, в цій місцевості діяв народний месник Чечель, тому за його прізвищем і назвали село Чечельник.
Назва найвіддаленішої вулички «Кадуб» пішла від того, що раніше там був випас панської худоби, а біля джерела стояла велика діжка — кадушка. Вулиця «Хатки» не була забудована, як тепер, на цій вулиці раніше стояло всього 2 хатки. Так і пішла назва. Вулиця «Товаришество» назвали тому, що пан продавав полякам землі дешевше, а українці об'єдналися в «товаришество» і закупили землю. Їх наділи були менші і дорожчі. «Заставля» — тому, що для млина зупиняли воду заставками. На сьогоднішній день не залишилося ні ставків, ні заставків, а назва збереглася. Решта назв вулиць говорить сама за себе. «Залісці» тому, що за лісом було збудовано перші хати, «Балинщина» тому, що вулиця спрямована в сторону села Балин. «Ласюки» — від назви прізвища першого господаря, який побудував тут хату.

## Географія
Село розташоване вздовж великого яру, по дну якого несе свої тихі води невелика річка Мукша. До Чечельника, зі сходу, з боку села Маків веде стрімка дорога, обсаджена віковічними липами. Із півдня і півночі село оточене лісом. Південним сусідом села є село Вербка.
Місцевість гориста. Ґрунти глинисті на чорноземні.

### Клімат
Клімат помірно–континентальний. Чечельник знаходяться в межах вологого континентального клімату із теплим літом, але діяльність людини призводить до поганих змін та глобального потепління. Рівень наповнення річок водою в області становить лише 20 % від необхідного стандарту.

## Історія
Село виникло у XVIII столітті, воно розташовувалося на двох пагорбах та розділялось річкою Мукша. Згодом почалася епідемія чуми і село вимерло. Про цей сумний період в історії села свідчить могильна кам'яна плита на його східній околиці.
У XVII столітті ці землі належали селу Ступенці (Макову) і у відношенні землеволодіння долю їх розділили спочатку Потоцькі, потім Пухальські, пізніше Володиєвські. Вже в XVIII столітті — Маковецькі та Раціборовські.
В маєтку Івана і Адама Раціборовських у 1845 року проживало 470 селян, з них працездатних 252, господарів і тяглих — 54, напівтяглих — 26, дворових людей — 7. Землі 1306 десятин, селянської 43 десятини, орної 266 десятин, сіножатей 29 десятин. Панщини — тяглі 3 дні, напівтяглі — 3 дні в тиждень.
| | \| «Чечельник – село Кам'янецького повіту, Маківської волості, 148 дворів, мешканців 738. Від повітового міста за 20 верст і від Макова за 5 верст. Найближча залізнична станція – Проскурів». \| |
| «Чечельник – село Кам'янецького повіту, Маківської волості, 148 дворів, мешканців 738. Від повітового міста за 20 верст і від Макова за 5 верст. Найближча залізнична станція – Проскурів». | |

Інша згадка про село.
| | \| «Чечельник належить Адаму та Івану Рациборовським, дворів 182, мешканців 978, перебуває у 4 таборі, 18 уряднича ділянка. Відстань від губернського міста 20 верст, найближча залізнична станція Ларга (46 верст). У поселені знаходиться 1 православна церква та церковно-парафіяльна школа». \| |
| «Чечельник належить Адаму та Івану Рациборовським, дворів 182, мешканців 978, перебуває у 4 таборі, 18 уряднича ділянка. Відстань від губернського міста 20 верст, найближча залізнична станція Ларга (46 верст). У поселені знаходиться 1 православна церква та церковно-парафіяльна школа». | |

Перша церква була споруджена у 1740 році на честь Великомучениці Параскеви з нетесаного дерева, тому швидко стала вітхою. У 1748 році парафіяни збудували нову церкву, також дерев'яну. Але вона вже мала назву Вознесенська. Як вказує тодішня візитата, датована 1759 роком, друга церква була Параскевська і знову дерев'яна, ззовні обліплена глиною. Саме тоді візитатор того часу заборонив вести у ній богослужіння. Він видав розпорядження, щоб віруючі ходили в церкву сусіднього села Вербки. Лише у 1777 році спорудили нову (третю) церкву. Освятив її Смотрицький декан — Микола Стрельбицький. При ній діяла з 1876 році церковно-приходська школа. У 1934 році церкву було повалено. Замість неї побудували клуб і люди продовжували ходити до церкви у сусіднє село Вербка. Лише у 1991 році розпочато будівництво нової церкви. Вона почала діяти у 1995. Як і друга вона отримала назву — Вознесенська.
Селяни були звільнені від кріпосного права в 1861 році. На честь цієї події в багатьох селах Поділля на в'їздах встановлювали пам'ятні фігури, такі збереглись в селах: Нігин, Черче. Ця традиція помаленьку відновлюється, встановлюються статуї Божої Матері чи інші фігури.
Школа у Чечельнику з′явилася 1876 році, спочатку вона була церковно-приходською. Того ж року в селі побудували кам'яний будинок, в який, за рішенням громади, через десятиліття і перенесли школу. Спочатку в ній працював всього один вчитель на 60 учнів. За архівною інформацією 1917 року в шкільній бібліотеці було 34 підручники і 60 книг.
У 1917-1920 роках під час визвольних змагань, останній господар маєтку пан Журавський поспішно виїхав закордон. Внаслідок поразки визвольних змагань село надовго окуповане російсько-більшовицькими загарбниками.
Радянська окупація принесла колективізацію та розкуркулення, мешканці села зазнали репресій. Багатьох частинах Поділля відбувались масові селянські повстання, проти радянської влади. За рішенням сільського сходу земля була оголошена громадською і розподілена між безземельними та малоземельними селянами.
Страшними виявилися для жителів села 1932-33 роки, через організований радянською владою голодомор. Від голоду в селі померло не меньше 35 селян.
У роки Великого терору 1936-1937 було репресовано голову колгоспу Юрчика Федора Яковича, секретаря сільської ради Бабійчука С. О., селян Волиняка А. В., Венгера М. П. та інших.
У 1940 році в школі працювало 11 вчителів, навчалося 268 учнів.
Не обминуло село і лихоліття Другої світової війни. 9 липня 1941 у село зайшли німці. Гітлерівці пограбували колгоспну комору, забрали з ферм корів, свиней, вивели з ладу сільськогосподарські машини. Страшним лихом для молоді було вивезення її на робити в Німеччину. На фронт з села пішло 286 односельчан, з них 169 не повернулись. З Чечельника на роботи до Німеччини забрано: Решетник Євдокію, Заставну Василину, Стецюк Настю, Грушковик Стефанію, Стецюк Ярину, Мокринську Євдокію, Стецюка Максима, Палійчука Петра, Грушковика Андрія та інших. Їм тоді не виповнилося і 18 років. В селі на той час всього 308 дворів. За період німецької окупації в Німеччину забрали 112 чоловік, за допомогу партизанам спалили 15 будинків, розстріляли 7 чоловік. Це жителі села: Палійчук Марія Тодосівна, Бабійчук Пелагея Терентіївна, Решетнюк Івана Яковича, Боднарчука Михайла Харитоновича, Боднарчука Івана Михайловича. Також селі повністю спалено вулицю Ласюки. Загалом зі села 152 воїна загинуло в роки Другої світової війни.
Весною 1944 року в ході Проскурівсько-Чернівецької операції військ, Чечельник окуповано Червоною армією та відновлено радянську владу. Перший голова колгоспу після війни — Побережний Петро Павлович. Поступово село відбудовувалось, відкрили школу, навчальний процес розпочався з вересня 1944 року.
У 1946—1947 роках селяни села пережили голодомор.
З середини 1960-х до 1970 року Чечельницький колгосп очолював — Гладкий А. І.
З 1970 року почались укрупнення колгоспів. Село було приєднано до Маківського колгоспу «Україна», який очолював Стеньгач Віталій Володимирович. У 1970—1990 роках силами колгоспу побудовано сучасний торговельний комплекс, зерносклад, сушарку, заасфальтували центральну вулицю села, побудували триповерхову школу, проведено водогін, посадили парк в центрі села. 1990 році село від'єдналось від Макова і колгосп назвали «Нива». У селі утворено сільську раду. Першим сільським головою було обрано Кочмарука Володимира Олександровича, секретарем Щур Євгену Антонівну.
З 24 серпня 1991 року село в складі незалежної України.
У 2006 році відбулись вибори, обрали головою Палійчук Оксану Анатоліївну, секретарем сільської ради було обрано Чорну Ольгу Олександрівну.
2007 році була створена громадська організація «Дружба», яка розпочала роботу по газифікації села. У 2009 році газифікацію села завершено, в дію введено 20 кілометрів вуличної та 6,8 кілометрів підводної газо-мережі.
До 2009 року поля у селі не оброблялись. У цьому ж році земельні паї орендувало ТОВ «Стіомі-Холдінг». Орендовані поля були засіяні пшеницею та ячменем. На деякий час 737 земельних частинок (паїв) орендують, вже інші орендатори: ТОВ «Інселко-Агро»-388 паїв, ТОВ "Подільський бройлер — 58 паїв. ФГ «Балин ВПУ» — 102 паї, ТОВ БПП «Генетик»-24 паї, фермерство Глуховатий — 128 паїв. Всі ці організації розраховуються з пайщиками, надавали кошти на соціальний розвиток села.
У жовтні 2010 року відбулись чергові вибори сільського голови, на яких головою було обрано Ромашину Тетяну Іванівну. Директором школи призначили Мельник Ларису Миколаївну.
В кінці 2015 року сталися зміни в державі, почалась децентралізація, об'єднання сіл в громади. Так і село приєднали до Маківської сільської громади. 25 жовтня 2015 року відбулись вибори головою об'єднаної громади, вибрали Кушніра Анатолія Аркадієвича. В селі призначили старостою села Ромашину Тетяну Іванівну.
2016 році новопризначений староста за допомоги холдингу «Енселко Агро» провели освітлення вулиць села.
В 2017 році встановили нові зупинки в Чечельнику та селі Слобідка-Балинська.
4 вересня 2024 року селі Чечельник відкрили пам'ятні знаки учасникам російсько-української війни.
Різні часи, село було частиною Смотрицького, згодом Дунаєвецького району, а з 2020 року перебуває у Кам'янець-Подільському районі.

## Населення
Кількість постійного населення за переписом 1989 року в селі склало 900 осіб.
За переписом населення України 2001 року в селі мешкало 787 осіб.
Згідно перепису 2015 року селі проживало 624 особи, населення села скоротилось на 20,71 % порівняно зі 2001 роком і на 30,67 % порівняно зі 1989 роком.
На 2020 рік населення становить 597 осіб.

### Мова
У селі поширені західноподільська говірка та південноподільська говірка, що відносяться до подільського говору, який належить до південно-західного наріччя.
Розподіл населення за рідною мовою за даними перепису 2001 року:
| Мова       | Відсоток |
| ---------- | -------- |
| українська | 99,11 %  |
| російська  | 0,89 %   |

В селі Чечельник використовують такі фразеологізми:
- хоч греблю гати — дуже багато;
- крига скресла — почалася якась робота, є певні зрушення в якійсь справі;
- ловити ґави — байдикувати, бути неуважним;
- як у рот води набрав — втратити бажання говорити, мовчати;
- давати (дати, винести) гарбуза –означає відмову тому, хто сватається;
- намотати на вус — запам'ятати.

## Інфрастуктура
Селі діє: школа, дитячий садочок, бібліотека, клуб, магазин.

## Природоохоронні території
Село лежить у межах національного природного парку «Подільські Товтри».

## Відомі люди

### Народились
- Юрчик Федор Якович — перший голова колгоспу, репресований у 1937—1938 роках.
- Решетник Олексій Михайлович — український військовослужбовець, учасник російсько-української війни.[5]
- Ясінський Ігор Іванович — український військовослужбовець, учасник російсько-української війни.[6]
- Пономаренко Максим Анатолійович — український військовослужбовець, учасник російсько-української війни.[7]

### Перебували, проживали
- Стеньгач Віталій Володимирович — український і радянський господарник, офіцер МДБ, громадський діяч, педагог, голова колгоспу «Україна».